# Operación Hannover
La Operación Hannover fue una operación alemana entre abril y junio de 1942 con el objetivo de eliminar a los partisanos soviéticos, las tropas aerotransportadas y rodear a los soldados del Ejército Rojo cerca de Vyazma (Óblast de Smolensk). La operación fue un completo éxito para los alemanes.
Los partisanos soviéticos habían estado infiltrándose en la retaguardia del Grupo de Ejércitos Centro (y del 4.º Ejército en particular). En enero de 1942, fueron reforzados por las tropas aerotransportadas soviéticas (la operación aerotransportada Vyazma, parte de las batallas de Rjev). Los soviéticos esperaban que las tropas aerotransportadas y los partisanos pudieran asegurar el territorio e interrumpir la logística alemana el tiempo suficiente para que la ofensiva soviética los alcanzara. Sin embargo, la ofensiva del Ejército Rojo que involucró al 33.º Ejército y el 1.º Cuerpo de Caballería de la Guardia no logró avanzar lo suficiente y los alemanes pudieron concentrarse en destruir las tropas soviéticas en la retaguardia.
Las fuerzas del 4.º Ejército y del 4.º Ejército Panzer, habiendo detenido la ofensiva soviética, se enfrentaron a tropas aerotransportadas y partisanos. Estas tropas aerotransportadas y partisanos libraron una batalla con las fuerzas alemanas y sufrieron una gran derrota. Las fuerzas partisanas en el área fueron diezmadas de tal forma que los soviéticos no pudieron reorganizar ninguna actividad partisana significativa en esta región durante el resto de la guerra. La Operación Hannover se considera la operación antipartisana alemana más exitosa de la historia; esto se atribuye principalmente al hecho de que los partisanos decidieron desafiar a las fuerzas alemanas en una batalla abierta.
Al mismo tiempo, la Operación Hannover II, cerca de Moscú, resultó en la eliminación de las tropas del Ejército Rojo rodeadas (el 39.º Ejército y el 11.º Cuerpo de Caballería).